# Urucará
Urucará là một đô thị thuộc bang Amazonas, Brasil. Đô thị này có diện tích 27904,86 km², dân số năm 2007 là 16324 người, mật độ 0,58 người/km².